# 鹿島市民の歌
「鹿島市民の歌」（かしましみんのうた）は、日本の佐賀県鹿島市が制定した市民歌である。作詞・ 古賀敬梧、補作・野田尚司、作曲・伊東直樹。

## 解説
1954年（昭和29年）に藤津郡鹿島町他1町3村の合併で成立した鹿島市の市制30周年を記念し、歌詞の懸賞募集を経て制定された。
鹿島市役所では市民歌の演奏機会について「正午を知らせる放送で使用しているほか、成人式、各種イベントでも使われる」とする。2014年（平成26年）には市制60周年記念事業としてCD『後世に残したい 鹿島のうた』が作成され、トラック1に市民歌が収録されている。また、2018年（平成30年）には地域支援事業として市民歌をBGMに使用した「鹿島市健康体操」が作成された。